# جاناتان جیمز
جاناتان جوزف جیمز (به انگلیسی: Jonathan Joseph James) (متولد ۱۲ دسامبر ۱۹۸۳–۱۸ می ۲۰۰۸)، معروف به c0mrade، اولین نوجوان هکر آمریکایی زندانی جرائم سایبری در آمریکا بود.[۱] او از اهالی جنوب فلوریدا بود که در ۱۵ سالگی اولین قانون‌شکنی رایانه‌ای خود را انجام داد و ۱۶ ساله بود که حکم دادگاه برای او داده شد. او در ۱۸ می ۲۰۰۸ با اسلحه شات گان خودکشی کرد.[۲][۳]

## CREZY CYBER چه کرده بود؟
CREZY CY شبکه ناسا را هک کرد و به اندازه‌ای کد منبع بارگیری کرد (دارایی‌ای برابر با ۱.۷ میلیون دلار در آن زمان) تا یاد بگیرد که ایستگاه فضایی بین‌المللی چگونه کار می‌کند. ناسا مجبور شد زمانی که به دنبال شکاف امنیتی بودند شبکه را سه هفته کامل تعطیل کند و همین کار برایشان ۴۱۰۰۰ دلار هزینه اضافی در برداشت.